# Popis osvajača medalja u plivanju na OI/Discipline koje se više ne održavaju
Ovo je nastavak Popisa osvajača medalja u plivanju na OI

## Discipline koje se više ne održavaju

### 50 jardi (45,72 m) slobodno
| Olimpijada         | Zlato             | Srebro           | Bronca          |
| ------------------ | ----------------- | ---------------- | --------------- |
| OI St. Louis 1904. | Zoltán von Halmay | John Scott Leary | Charles Daniels |

### 100 jardi (91,44 m) slobodno
| Olimpijada         | Zlato             | Srebro          | Bronca           |
| ------------------ | ----------------- | --------------- | ---------------- |
| OI St. Louis 1904. | Zoltán von Halmay | Charles Daniels | John Scott Leary |

### 220 jardi (201,17 m) slobodno
| Olimpijada         | Zlato           | Srebro         | Bronca      |
| ------------------ | --------------- | -------------- | ----------- |
| OI St. Louis 1904. | Charles Daniels | Francis Gailey | Emil Rausch |

### 440 jardi (402,34 m) slobodno
| Olimpijada         | Zlato           | Srebro         | Bronca     |
| ------------------ | --------------- | -------------- | ---------- |
| OI St. Louis 1904. | Charles Daniels | Francis Gailey | Otto Wahle |

### 500 m slobodno
| Olimpijada     | Zlato          | Srebro             | Bronca                 |
| -------------- | -------------- | ------------------ | ---------------------- |
| OI Atena 1896. | Paul Neumann * | Antonios Pepanos * | Efstathios Chorophas * |

### 880 jardi (804,67 m) slobodno
| Olimpijada         | Zlato       | Srebro         | Bronca    |
| ------------------ | ----------- | -------------- | --------- |
| OI St. Louis 1904. | Emil Rausch | Francis Gailey | Géza Kiss |

### 1000 m slobodno
| Olimpijada     | Zlato                | Srebro       | Bronca              |
| -------------- | -------------------- | ------------ | ------------------- |
| OI Pariz 1900. | John Arthur Jarvis * | Otto Wahle * | Zoltán von Halmay * |

### 1200 m slobodno
| Olimpijada     | Zlato          | Srebro            | Bronca                 |
| -------------- | -------------- | ----------------- | ---------------------- |
| OI Atena 1896. | Alfréd Hajós * | Joannis Andreou * | Efstathios Chorophas * |

### 1 milja (1609 m) slobodno
| Olimpijada                 | Zlato        | Srebro             | Bronca         |
| -------------------------- | ------------ | ------------------ | -------------- |
| OI St. Louis 1904.         | Emil Rausch  | Géza Kiss          | Francis Gailey |
| OI međuigre Atena 1906. ** | Henry Taylor | John Arthur Jarvis | Otto Scheff    |

### 4000 m slobodno
| Olimpijada     | Zlato                | Srebro              | Bronca         |
| -------------- | -------------------- | ------------------- | -------------- |
| OI Pariz 1900. | John Arthur Jarvis * | Zoltán von Halmay * | Louis Martin * |

### 100 jardi (91,44 m) leđno
| Olimpijada         | Zlato        | Srebro         | Bronca          |
| ------------------ | ------------ | -------------- | --------------- |
| OI St. Louis 1904. | Walter Brack | Georg Hoffmann | Georg Zacharias |

### 400 m prsno
| Olimpijada         | Zlato         | Srebro       | Bronca         |
| ------------------ | ------------- | ------------ | -------------- |
| OI Stockholm 1912. | Walter Bathe  | Thor Henning | Percy Courtman |
| OI Antwerpen 1920. | Håkan Malmrot | Thor Henning | Arvo Aaltonen  |

### 440 jardi (402,34 m) prsno
| Olimpijada         | Zlato           | Srebro       | Bronca              |
| ------------------ | --------------- | ------------ | ------------------- |
| OI St. Louis 1904. | Georg Zacharias | Walter Brack | Henry Jamison Handy |

### 4 x 50 jarda slobodno
| Olimpijada         | Zlato                                                      | Srebro                                                     | Bronca                                                             |
| ------------------ | ---------------------------------------------------------- | ---------------------------------------------------------- | ------------------------------------------------------------------ |
| OI St. Louis 1904. | SAD Joseph Ruddy Leo Goodwin Louis Handley Charles Daniels | SAD David Hammond William Tuttle Hugo Goetz Raymond Thorne | SAD Amedee Reyburn Gwynne Evans Marquard Schwartz William Orthwein |

### 4 x 250 jardi slobodno
| Olimpijada                 | Zlato                                                          | Srebro                                                      | Bronca                                                                               |
| -------------------------- | -------------------------------------------------------------- | ----------------------------------------------------------- | ------------------------------------------------------------------------------------ |
| OI međuigre Atena 1906. ** | Mađarska Henrik Hajós Zoltán von Halmay Géza Kiss József Ónody | Njemačka Ernst Bahnmeyer Emil Rausch Oskar Schiele Max Pape | Ujedinjeno Kraljevstvo John Derbyshire Henry Taylor William Henry John Arthur Jarvis |

### 200 m momčadski
| Olimpijada     | Zlato                                                                                 | Srebro                                                                        | Bronca                                                                 |
| -------------- | ------------------------------------------------------------------------------------- | ----------------------------------------------------------------------------- | ---------------------------------------------------------------------- |
| OI Pariz 1900. | Njemačka * Max Hainle Max Schöne Julius Frey Herbert von Petersdorff Ernst Hoppenberg | Francuska * Maurice Hochepied Victor Hochepied Bertrand Verbecke Victor Cadet | Francuska * Jean Leuillieux Louis Martin Houben Tartara Désiré Merchez |

### 100 m mornarsko plivanje
| Olimpijada     | Zlato               | Srebro              | Bronca             |
| -------------- | ------------------- | ------------------- | ------------------ |
| OI Atena 1896. | Ioannis Malokinis * | Spiridon Chasapis * | Dimitrios Drivas * |

### 200 m sa zaprekama
| Olimpijada     | Zlato            | Srebro       | Bronca       |
| -------------- | ---------------- | ------------ | ------------ |
| OI Pariz 1900. | Frederick Lane * | Otto Wahle * | Peter Kemp * |

### Podvodno plivanje
| Olimpijada     | Zlato                   | Srebro      | Bronca            |
| -------------- | ----------------------- | ----------- | ----------------- |
| OI Pariz 1900. | Charles de Vendeville * | André Six * | Peder Lykkeberg * |